# William McKinley
William McKinley (Niles, Ohio, 29 de enero de 1843-Búfalo, Nueva York, 14 de septiembre de 1901) fue el vigésimo quinto presidente de los Estados Unidos y el último veterano de la Guerra de Secesión que alcanzó ese cargo. Ejerció el cargo presidencial desde 1897 hasta su asesinato en 1901.
Durante la década de 1880 fue un importante miembro del Partido Republicano. Como congresista, fue responsable del incremento de los aranceles a las importaciones (McKinley Tariff). En su candidatura a las elecciones presidenciales de 1896 promovió el pluralismo entre los grupos étnicos. Su campaña fue diseñada por Mark Hanna, quien introdujo nuevas técnicas de publicidad que revolucionaron las campañas políticas, y venció al demócrata William Jennings Bryan. Con su mandato comenzó un período de dominio republicano, en el que se fomentó la actividad mercantil. Estados Unidos, además, se convirtió en una potencia mundial tras su victoria en la guerra hispano-estadounidense. Esto permitió a McKinley volver a ser elegido presidente en 1900 tras otra intensa campaña también frente a Bryan. En lo referente a política internacional apoyó la independencia de Cuba; la guerra con España le dio a Estados Unidos el control de Puerto Rico, Guam y Filipinas.
El 6 de septiembre de 1901 fue tiroteado por el anarquista Leon Czolgosz. Falleció ocho días después y se convirtió en el tercer presidente asesinado en el cargo, tras Abraham Lincoln y James A. Garfield. Fue sucedido por Theodore Roosevelt.

## Infancia y juventud
Nacido en Niles, Ohio el 29 de enero de 1843, William McKinley fue el séptimo de nueve hermanos. Sus padres William y Nancy tenían orígenes escoceses e irlandeses.
En junio de 1861, al comenzar la guerra civil, se alistó en el vigésimo tercer regimiento de infantería de voluntarios de Ohio del ejército federal. El regimiento fue enviado al oeste de Virginia, donde pasó un año luchando contra pequeños destacamentos confederados. Su superior, Rutherford B. Hayes, también futuro presidente de los Estados Unidos, lo ascendió al rango de sargento. Posteriormente continuó ascendiendo hasta que en 1865, al finalizar la guerra, había alcanzado el rango de mayor. En 1869 fijó su residencia en Canton, Ohio, donde vivió hasta su muerte. Ese mismo año conoció a Ida Saxton, con quien contrajo matrimonio dos años después.

## Carrera política
Tras la guerra acudió a la Albany Law School, donde estudió abogacía. Ejerció como abogado entre 1869 y 1871.
Con la ayuda de Rutherford B. Hayes fue elegido miembro de la Cámara de Representantes por el partido republicano, donde serviría en los periodos 1877-1882 y 1885-1891. Asimismo fue presidente del Comité de Revisión de Leyes entre 1881 y 1883. En 1890 autorizó la McKinley Tariff, consistente en un incremento de los aranceles a las importaciones. Esta impopular medida, junto con una gerrymandering, provocó que perdiera su sillón en la Cámara de Representantes.

### Gobernador de Ohio
Tras abandonar el Congreso, Mckinley venció en las elecciones para gobernador de Ohio de 1891, derrotando al demócrata James E. Campbell. En 1893 fue reelegido venciendo en esta ocasión a Lawrence T. Neal. Entre sus medidas como gobernador se encuentra la aprobación de leyes para aumentar las medidas de seguridad en el transporte de trabajadores.

### Elecciones presidenciales de 1896

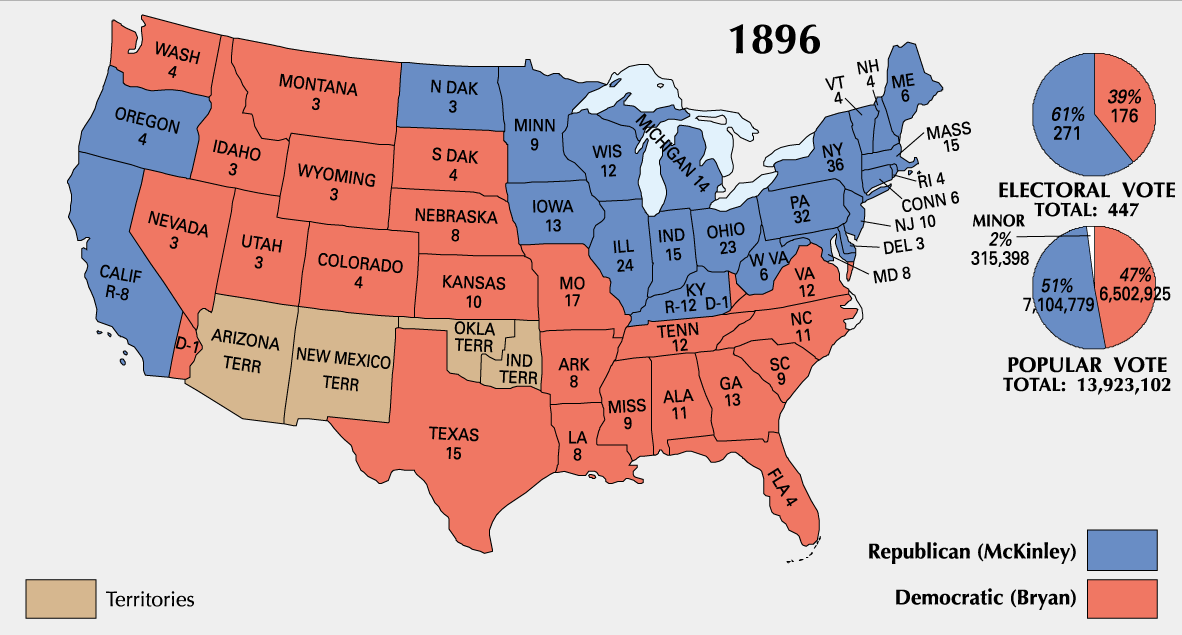
En azul los estados ganados por McKinley y en rojo los ganados por Bryan. Los números indican los votos electorales de cada estado. Como puede verse, en este mapa los dos partidos se han intercambiado sus colores tradicionales, por lo que los republicanos lucen el azul de los demócratas, y éstos, el rojo de los republicanos.

McKinley abandonó el sillón de gobernador a principios de 1896, y con el apoyo de su amigo Marcus Hanna comenzó una activa campaña para ser elegido por el partido republicano como candidato para las elecciones a la presidencia de Estados Unidos. Tras la designación en el congreso del partido regresó a su casa en Canton, Ohio, desde donde dirigió toda su campaña. El responsable de toda la campaña fue Hanna, un rico industrial. McKinley basó su discurso de campaña, en fomentar la industria y la banca y garantizar la prosperidad para cada grupo en una nación plural. Gracias a este discurso McKinley obtuvo numerosos votos en zonas obreras y de minorías étnicas, hasta ese momento feudo del partido demócrata. Durante la campaña, Hanna invirtió 3,5 millones de dólares, y desarrolló innovadoras maniobras publicitarias para difundir el discurso de McKinley. Finalmente, y aunque inicialmente Bryan encabezaba las encuestas, la victoria se decantó del lado de McKinley por un amplio margen.

## Presidencia (1897-1901)

### Política interna
McKinley cumplió lo prometido en la campaña electoral, Esto se debió en parte a una reducción de la agitación política y en parte a la confianza de los grandes empresarios en la nueva Administración.[cita requerida]
El 16 de junio de 1897 se firmó el tratado de anexión de Hawái a los Estados Unidos de América. El gobernador de Hawái ratificó la medida rápidamente pero era necesaria una mayoría de 2/3 en el Senado. La solución fue anexionar Hawái mediante una resolución común que tan solo requería mayoría en ambas cámaras del Congreso. Mediante la anexión, los Estados Unidos se comprometía a hacer frente a la deuda de 4 millones de dólares que tenía Hawái. La resolución fue aprobada pero contó con el voto en contra de la mayor parte de los miembros del partido demócrata y muchos republicanos, entre los que se encontraba Speaker Reed. Se creó una comisión formada por Shelby M. Cullom, John T. Morgan, Robert R. Hitt, Sanford B. Dole, y Walter F. Frear, que se encargó de dotar de un sistema de gobierno a las islas. Este sistema fue aprobado por ley el 30 de abril de 1900. El acta de exclusión de la población china de 1882, fue ampliado también a las islas y la inmigración desde Hawái al continente fue prohibida.

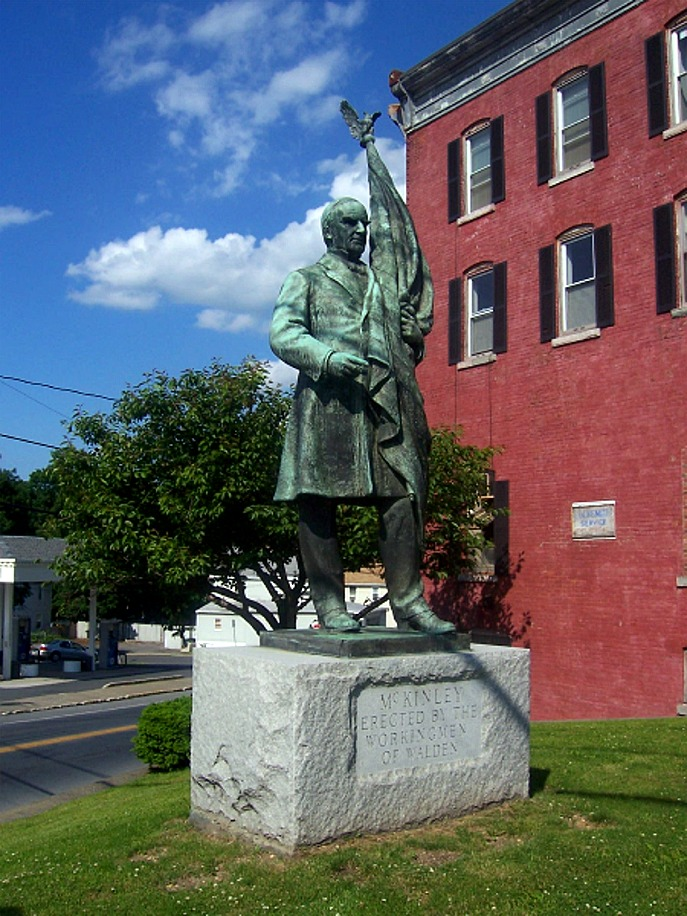
Estatua del Presidente en Walden, Nueva York.

### Política exterior
Durante su mandato McKinley se propuso alcanzar la supremacía en los mercados mundiales; para ello se buscaron nuevos mercados, y dentro de esta política se incluyó la anexión de Hawái y diversos intereses en China. Durante su época como congresista Mckinley defendió la anexión de Hawái con la finalidad de «americanizarla» y establecer una base naval.
La guerra hispano-estadounidense estalló en abril de 1898 y terminó con el Tratado de París, firmado el 10 de diciembre de 1898, que se tradujo en la independencia de Cuba, que tuvo lugar en 1902, y la cesión de España de la Filipinas, Puerto Rico y Guam. McKinley no pretendía anexionar Cuba sino mantener un control comercial sobre la isla. En Filipinas, su pretensión era instalar una base para negociar con China y posicionarse dentro de la política asiática.
McKinley llegó a decir:

Yo caminaba por la Casa Blanca, noche tras noche, hasta medianoche; y no siento vergüenza al reconocer que más de una noche he caído de rodillas y he suplicado luz y guía al Dios Todopoderoso. Y una noche, tarde, recibí su orientación, no sé cómo, pero la recibí: primero, que no debemos devolver las Filipinas a España, lo que sería cobarde y deshonroso; segundo, que no debemos entregarlas a Francia ni a Alemania, nuestros rivales comerciales en el oriente, lo que sería indigno y mal negocio; tercero, que no debemos dejárselas a los filipinos, que no están preparados para autogobernarse y pronto sufrirían peor desorden y anarquía que en tiempos de España; y cuarto, que no tenemos más alternativa que recoger a todos los filipinos y educarlos y elevarlos y civilizarlos y cristianizarlos, y por la gracia de Dios hacer todo lo que podamos por ellos, como prójimos por quienes Cristo también murió. Y entonces, volví a la cama y dormí profundamente, y a la mañana siguiente mandé llamar al ingeniero jefe del Departamento de Guerra (nuestro creador de mapas) y le dije que pusiera a las Filipinas en el mapa de los Estados Unidos, ¡y allí están, y allí quedarán mientras yo sea presidente!
William McKinley

En el Libro de los sucesos, de Isaac Asimov, se recoge la anécdota de que, cuando le fue anunciada la toma de Manila, la capital filipina, el presidente McKinley tuvo que buscar las Filipinas en un globo terráqueo, pues no sabía dónde se hallaban.
En Filipinas, los insurgentes que habían peleado contra el colonialismo español pronto empezaron a luchar contra las tropas de Estados Unidos en una guerra que duró tres años y provocó la muerte de entre 200 000 y un 250 000 filipinos, la mayoría a causa de una epidemia de cólera. La guerra terminó con la victoria de Estados Unidos y Filipinas finalmente obtuvo la independencia en 1945.

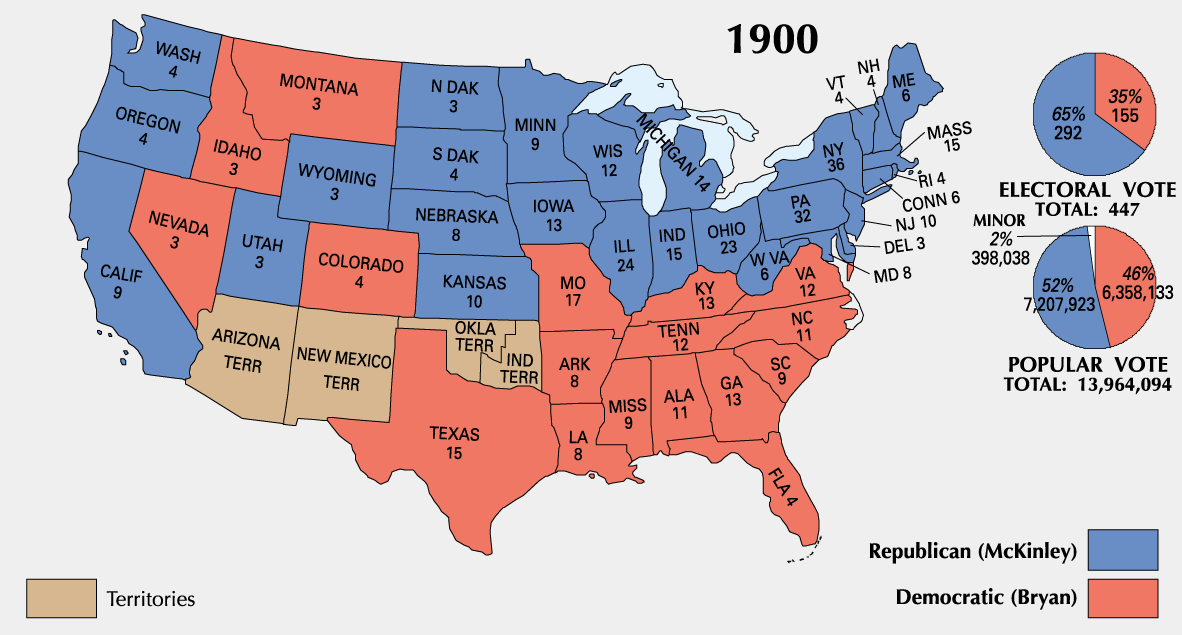
En azul los estados ganados por McKinley y en rojo los ganados por Bryan. Los números indican los votos electorales de cada estado.

En Cuba, McKinley encontró el apoyo de la oligarquía cubana la cual anhelaba la independencia para poder comerciar libremente. El capitán general español Valeriano Weyler, designado para la isla, decidió recurrir a la política de «Reconcentración», consistente en concentrar a los campesinos en reservas vigiladas. Muchos cubanos pudientes empezaron a reclamar en Washington la intervención estadounidense. Mientras, en La Habana se sucedían las manifestaciones entre independentistas y españolistas. La opinión pública estadounidense influida por la prensa amarilla dirigida por el magnate William Randolph Hearst comenzó a apoyar una salida armada al conflicto. Inicialmente tanto McKinley como los principales empresarios estadounidenses no apoyaron esta medida, pero la misteriosa explosión del Maine el 15 de febrero de 1898 encendió aún más a la opinión pública lo que provocó que el Congreso aprobara un ultimátum a España en la que le exigía su retirada de la isla. Ante este ultimátum el gobierno español se posicionó rechazando su vinculación con la explosión del Maine y declarando la guerra en caso de invasión de sus territorios. La guerra duró tan solo 113 días y terminó con el tratado de París que permitió a Estados Unidos controlar Guam, Filipinas y Puerto Rico y de forma temporal Cuba.

### Reelección en 1900
En las elecciones de 1900, McKinley volvió a tener como rival al candidato demócrata William Jennings Bryan, el cual había apoyado la guerra de Cuba incluso alistándose como voluntario pero que por el contrario se había opuesto a la anexión de Filipinas. Los éxitos económicos y la victoria frente a España permitieron a McKinley una fácil victoria.[cita requerida]

## Muerte

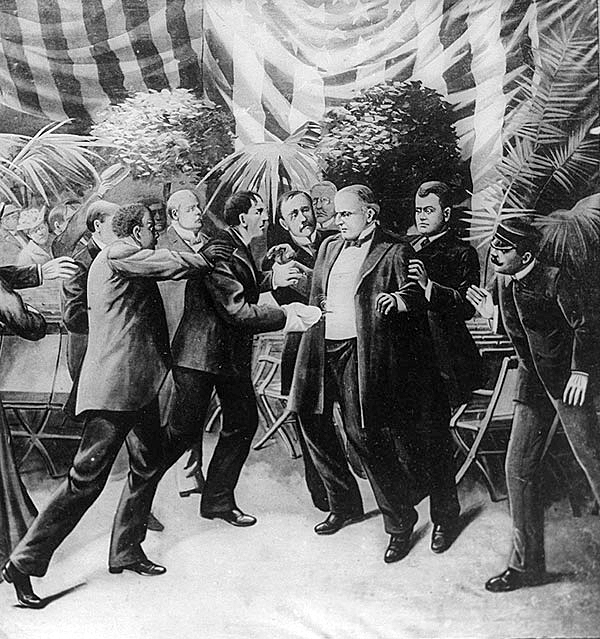
Representación del asesinato de McKinley, tiroteado por Leon Czolgosz.

McKinley y su esposa acudieron el 5 de septiembre de 1901 a la Exposición Panamericana que tenía lugar en Búfalo, pues el presidente iba a pronunciar un discurso relativo al comercio exterior. El segundo día (6 de septiembre), acudió al Templo de la Música donde comenzó a saludar a las personas congregadas en el mismo. Una de esas personas era el anarquista Leon Czolgosz quien lo esperaba con un revólver tapado por un pañuelo en su mano derecha. A las 16:07 el presidente recibió dos disparos. El primero le alcanzó el hombro, mientras que el segundo le atravesó el estómago, el colon, uno de los riñones y quedó alojado en la espalda.
La primera bala fue fácilmente extraída, pero los médicos no fueron capaces de encontrar la segunda. Dado que los posibles daños derivados de la extracción de la segunda bala podían ser graves, los doctores decidieron dejarla.
En la feria se había presentado la máquina de rayos X, pero los doctores eran reacios a su utilización dado que desconocían los posibles efectos secundarios. Asimismo, y a pesar de que muchos de los edificios de la feria contaban con luz eléctrica, la sala de operaciones del hospital carecía de ella, por lo que los cirujanos se vieron obligados a utilizar cacerolas para reflejar la luz del sol y así poder tratar las heridas del presidente.
Los médicos de McKinley creyeron que el presidente se recuperaría, y de hecho estuvo convaleciente durante una semana en el hogar del director de la exposición. En la mañana del 12 de septiembre, recibió su primer alimento oral lo que le hizo sentirse mejor. Pero en la mañana del 13 de septiembre, la condición clínica de McKinley se fue deteriorando. Los especialistas fueron convocados. Aunque al principio algunos de los médicos tenían la esperanza de que sobreviviera con un corazón debilitado, por la tarde perdieron la esperanza. Desconocida para los médicos, la gangrena comenzó a crecer en las paredes del estómago, envenenando lentamente su sangre. McKinley entraba y salía del estado de conciencia todo el día, pero cuando despertaba era un modelo de paciente. Cuando, por la noche, él mismo supo que estaba muriendo, manifestó: "Es inútil caballeros. Creo que deberíamos rezar". Parientes y amigos estaban reunidos alrededor del lecho de muerte. Su esposa, la  primera dama, rogaba partir con él, a lo que el agonizante presidente respondió: "Será la voluntad de Dios y no la nuestra" y con el final de sus fuerzas extendió un brazo alrededor de ella quien, según afirmaron algunos, se puso a cantarle suavemente. 
A las 2:15 hrs del 14 de septiembre de 1901, McKinley murió debido a la septicemia generalizada. Fue enterrado en Canton, Ohio. Theodore Roosevelt regresó de Buffalo y realizó el juramento en la oficina como presidente.
Czolgosz fue juzgado y condenado a pena de muerte nueve días después de la muerte de McKinley. Encontrado culpable, fue electrocutado en la prisión de Auburn el 29 de octubre de 1901.